# Alapati Leiua

a Compétitions nationales et continentales officielles uniquement.

b Matchs officiels uniquement.
Dernière mise à jour le 22 août 2023.
Alapati Leiua, né le 21 septembre 1988 à Malie, est un joueur samoan de rugby à XV. Il évolue avec l'équipe de Samoa depuis 2013, et avec North Harbour en NPC depuis 2023. Il joue aux postes de centre ou d'ailier.

## Biographie
Alapati Leiua a deux frères qui sont eux aussi joueurs de rugby professionnels et internationaux samoans : les troisièmes lignes Ofisa Treviranus (ex London Irish) et Ray Ofisa (en) (ex Connacht).

## Carrière

### En club
Alapati Leiua est né dans le village de Malie (en) sur l'île d'Upolu aux Samoa. Il émigre en Nouvelle-Zélande à l'âge de 16 ans pour étudier au Porirua College, où il pratique le rugby,. Après avoir terminé le lycée, il joue avec le club amateur du Northern United RFC dans le championnat de la région de Wellington. Il se montre alors particulièrement performant, inscrivant dix-neuf essais en quatorze matchs en 2009.
Grâce à ses performances en club, il est retenu avec la province de Wellington pour disputer la saison 2009 de NPC. Lors de sa première saison, il dispute treize rencontres, et inscrit cinq essais.
En novembre 2009, il est retenu par la franchise des Hurricanes pour disputer la saison 2010 de Super 14,. Il joue son premier match de Super Rugby le 6 mars 2010 contre les Cheetahs. Il joue trois rencontres lors de sa première saison. Les saisons suivantes, il obtient un temps de jeu conséquent au poste d'ailier, à cause de la présence du All Black Conrad Smith à son poste favori de second centre. Il est également utilisé au poste de premier centre à la fin de la saison 2014.
En 2014, il rejoint le club anglais des Wasps qui évolue en Premiership. Il joue trois saisons avec ce club, où il obtient un temps de jeu limité en raison de blessures.
En 2017, il rejoint Bristol Rugby, entraîné par son compatriote Pat Lam, qui viennent alors d'être relégués en RFU Championship (2e division anglaise). Il s'impose immédiatement comme un cadre de cette équipe, et participe à leur remontée immédiate en Premiership pour la saison 2018-2019. En janvier 2019, il prolonge son contrat pour deux années supplémentaire, soit jusqu'en 2021. En octobre 2020, il est titulaire au poste d'ailier lors de la finale du Challenge européen que son équipe remporte face au RC Toulon. En avril 2021, il prolonge une nouvelle fois son contrat, cette fois pour une durée d'une saison.
En avril 2022, après cinq saisons à Bristol, il est annoncé qu'il rejoint le club français du RC Vannes, évoluant en Pro D2, pour un contrat de deux saisons. Il est toutefois recalé à la visite médicale réglementaire, et voit son contrat annulé.
Libre de tout contrat, il rentre alors en Nouvelle-Zélande, et dispute le NPC 2022 avec la province de Waikato,.
En septembre 2022, il s'engage avec la franchise sud-africaine des Stormers en United Rugby Championship.
En mars 2023, il quitte les Stormers pour rejoindre le club japonais des Shizuoka Blue Revs en League One.
À la fin de la saison japonaise, il retourne en Nouvelle-Zélande et rejoint la province de North Harbour pour la saison 2023 de NPC.

### En équipe nationale
En juin 2013, bien que convoité par la sélection néo-zélandaise, il choisit de représenter son pays d'origine : les Samoa,. Il a honoré sa première cape internationale en équipe des Samoa le 8 juin 2013 contre l'équipe d'Écosse.
Il manque la Coupe du monde 2015 en raison d'une grave blessure au genou, l'ayant écarté des terrains pendant six mois.
En 2019, il est retenu par le sélectionneur Steve Jackson (en) dans le groupe samoan pour disputer la Coupe du monde au Japon. Il dispute quatre matchs lors de la compétition, contre la Russie, l'Écosse, le Japon et l'Irlande.

## Palmarès
- Vainqueur du RFU Championship en 2018 avec Bristol.
- Vainqueur du Challenge européen en 2020 avec Bristol.

## Statistiques en équipe nationale
- 34 sélections en équipe des Samoa depuis 2013
- 45 points (9 essais)

- Participation à Coupe du monde 2019 (4 matchs).